# Hippocampus denise
Hippocampus denise (лат.) — вид лучепёрых рыб из семейства игловых (Syngnathidae). Обитают в западной части Тихого океана.

## Внешний вид и строение
Это небольшая рыбка, максимальная длина которой может достигать примерно 2,4 см, что делает ее одним из самых маленьких представителей морских коньков. У этого карликового морского конька короткая морда, стройное тело и цепкий хвост. Его тело либо полностью гладкое, либо снабжено некоторыми полипообразными бугорками, в этом случае они меньше и менее развиты, чем у Hippocampus bargibanti. Его окраска варьирует от желтой, более или менее яркой, до оранжевой часто с небольшими темными пятнами, а иногда и более темными полосами на хвосте.

## Распространение и среда обитания
Об этом карликовом морском коньке сообщалось из нескольких мест в западной части Тихого океана, включая Индонезию, Вануату, Палау, Малайзию, Соломоновы острова и Микронезию. Его можно найти на глубине от 13 до 100 м, обычно он прячется в зарослях альционарий (например, Annella, Muricella и Echinogorgia).
Биология
Hippocampus denise использует адаптивный камуфляж, меняя свой цвет, чтобы он соответствовал цвету окружающих альционарий. Питается мелкими ракообразными и другим зоопланктоном. Особь обычно остается на одном коралле на протяжении всей своей жизни. Этот вид яйцеживородящий, и именно самец вынашивает яйца в брюшной выводковой сумке. В ней есть ворсинки, богатые капиллярами, которые окружают каждую оплодотворенную икринку, образуя своего рода плаценту, снабжающую эмбрионы. Когда мальки вырастают, они выбрасываются из сумки и живут самостоятельно. Известно, что самцы «рожают» 6-7 детенышей после 11 дней беременности и переживают четыре последовательные «беременности» одинаковой продолжительности.

## Охранный статус
Этот вид относительно редок, и существует мало данных, касающихся популяции и его фактического распространения. Из-за отсутствия информации и редкости этого вида Hippocampus denise в настоящее время классифицируется МСОП как вид с недостаточными данными для оценки. На международном уровне он также внесен в Приложение II к Конвенции о международной торговле видами дикой фауны и флоры, находящимися под угрозой исчезновения (СИТЕС). Это означает, что он находится в списке видов, которые не обязательно находятся под угрозой исчезновения, но торговля которыми должна контролироваться во избежание использования, несовместимого с их выживанием.

## Название
Видовое название присвоено в честь дайвера и подводного фотографа Denise Tackett, умершей в 2015 году; она ныряла с Sara Lourie, одной из исследователей, описавших Hippocampus denise, когда впервые встретила этот вид в проливе Lembeh в 1999 году.